# Stenogrammitis anamorphosa
Stenogrammitis anamorphosa là một loài dương xỉ trong họ Polypodiaceae. Loài này được Proctor Labiak mô tả khoa học đầu tiên năm 2011.